# Anthostoma amoenum
Anthostoma amoenum är en svampart som först beskrevs av Nitschke, och fick sitt nu gällande namn av Pier Andrea Saccardo 1882. Anthostoma amoenum ingår i släktet Anthostoma och familjen Diatrypaceae.   Inga underarter finns listade i Catalogue of Life.